# With Sheridan at Murfreesboro
With Sheridan at Murfreesboro è un cortometraggio muto del 1911. Il nome del regista non viene riportato nei credit del film prodotto dalla Champion Film Company di Mark M. Dintenfass.
Soggetto del film è l'azione di Philip Henry Sheridan nella battaglia di Murfreesboro che, il 31 dicembre 1862, trattenne l'assalto dei confederati, dando tempo all'esercito unionista di radunarsi in una forte posizione difensiva.

## Produzione
Il film fu prodotto dalla Champion Film Company, una compagnia indipendente che Dintenfass aveva fondato nel 1909, stabilendone gli studi a Fort Lee, nel New Jersey.

## Distribuzione
Distribuito dalla Motion Picture Distributors and Sales Company, il film - un cortometraggio di una bobina - uscì nelle sale cinematografiche USA il 22 maggio 1911.